# Joachim Poon
Poon Ke-lien, meglio conosciuto come Joachim Poon (潘克廉T, Pān KèliánP; 3 agosto 1930 – Banqiao City, 14 giugno 2021), è stato un cestista taiwanese.

## Carriera
Con Taiwan ha disputato i Campionati del mondo del 1954, segnando 55 punti in 9 partite.